# Jean-Frédéric Dubois
Pour les articles homonymes, voir Dubois (patronyme).
Pas d'image ? Cliquez ici

a Compétitions nationales et continentales officielles uniquement.

Jean-Frédéric Dubois, parfois surnommé Jeff Dubois, né le 17 mai 1973 à Dax, est un joueur français de rugby à XV évoluant au poste de demi d'ouverture, ensuite reconverti en tant qu'entraîneur.
Après un début de carrière dans les Landes sous les maillots des clubs de Peyrehorade Sports et de l'US Dax, il joue avec l'AS Béziers puis l'US Colomiers. Il est ensuite sacré champion de France et d'Europe avec le Stade toulousain, avant de terminer sa carrière de joueur au .Racing Métro 92. Avec le Stade toulousain, il remporte une Coupe d'Europe en 2005. En tant qu'entraîneur, il exerce notamment en tant qu'adjoint chargé des lignes arrière de l'équipe de France aux côtés de Guy Novès de 2015 à 2017.

## Biographie

### Carrière de joueur
Formé au Peyrehorade Sports sur les traces de son père Gaston. En 1994, il est sacré champion de France de 2e division. Au terme de la saison 1995-1996, le club peyrehoradais est promu en Groupe B du championnat de France.
Il rejoint la saison suivante le club de l'US Dax, autre club de son paternel, et évolue ainsi en première division du championnat de France.
Il rejoint en 2001 l'AS Béziers, puis l'US Colomiers en 2003.
Il joue au Stade toulousain de 2004 à 2007. En 2005, il participe à la finale de Coupe d'Europe face au Stade français au Murrayfield Stadium à Édimbourg. Il commence sur le banc puis remplace Jean-Baptiste Élissalde à la 80e minute pour jouer les prolongations. Les Toulousains gagnent le titre de champion d'Europe en s'imposant 12 à 18 après prolongation.

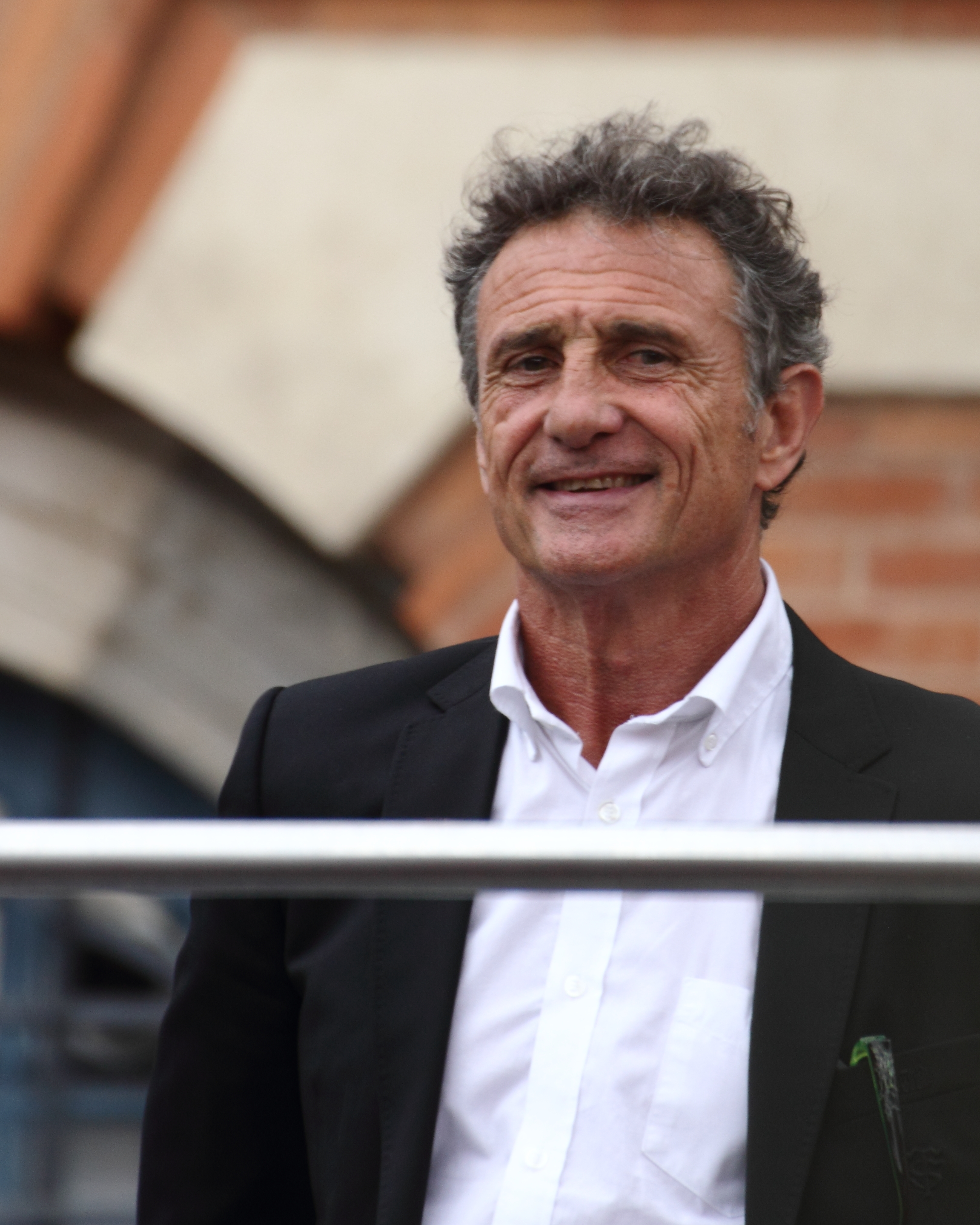
Guy Novès, ici en 2012, fut son entraîneur de 2004 à 2007 au Stade toulousain puis l'appelle, lorsqu'il devient sélectionneur du XV de France en 2015, pour que Dubois soit son adjoint

En novembre 2005, il est sélectionné avec les Barbarians français pour jouer un match contre l'Australie A à Bordeaux. Les Baa-Baas s'inclinent 42 à 12.
En 2007, il quitte Toulouse pour rejoindre le Racing Métro 92 évoluant en Pro D2 mais avec de grandes ambitions. Mais il perd la finale 2008 contre le Stade montois, qui empêche les Franciliens de monter en Top 14. L'année suivante termine premier du championnat, remportant ainsi le titre de champion de Pro D2 et validant sa montée en première division. Jean-Frédéric Dubois décide lui de mettre un terme à sa carrière en 2009.

### Carrière d'entraîneur
Après sa retraite sportive, il commence une carrière d'entraîneur au RC Massy en 2010. Il est co-entraîneur du club, responsable des arrières, aux côtés de Victor Didebulidze, responsable des avants. Lors de leur première saison, le duo de coachs mène le club jusqu'en demi-finale de Fédérale 1. Ils atteignent la finale lors de leur deuxième saison, finale synonyme de montée en Pro D2. Lors de la saison 2012-2013, ils échouent à maintenir le club en Pro D2.
En 2013, Jeff Dubois est recruté par le Stade français pour devenir le nouvel entraîneur des arrières auprès du nouveau manager Gonzalo Quesada, en provenance du Racing Métro 92. Ils forment un trio d'entraîneurs avec Patricio Noriega, entraîneur des avants. Leur première saison sera d'un réussite moyenne puisqu'ils terminent à la septième place du Top 14, trois place en dessus de la saison précédente, mais échouent à se qualifier pour les barrages. À l'été 2014, Simon Raiwalui remplace Patricio Noriega. Lors de la saison 2014-2015, le Stade français termine quatrième du championnat et se qualifie ainsi pour les barrages. Lors du barrage, il élimine son voisin et rival le Racing Métro 92 38 à 15, puis s'impose en demi-finale face au RC Toulon, champion de France et d'Europe en titre, avec une large avance de 33 à 15. Le 13 juin 2015, il joue la finale au Stade de France contre l'ASM Clermont Auvergne et devient champion de France grâce à une victoire 12 à 6.
En 2015, Jeff Dubois quitte le Stade français pour devenir entraîneur des arrières de l'équipe de France auprès du nouveau sélectionneur Guy Novès, associé à l'entraîneur des avants Yannick Bru. Durant sa carrière de joueur, il a été entraîné par Guy Novès et partenaire de Yannick Bru lors de son passage au Stade toulousain de 2004 à 2007. Ils dirigent leur premier match du XV de France lors du Tournoi des Six Nations 2016. Le 27 décembre 2017, le président de la Fédération française de rugby, Bernard Laporte, annonce que Guy Novès et son staff sont limogés à la suite des mauvais résultats du XV de France.
Après avoir trouvé un accord financier avec la fédération, il est nommé entraîneur des lignes arrière de l'US Montauban à partir de la saison 2018-2019. Il succède à Chris Whitaker et travaille aux côtés de Pierre-Philippe Lafond, entraîneur des avants en 2018-2019, puis de Jean Bouilhou. Il quitte le club en 2020. Il devient alors consultant auprès de l'US Carcassonne, également pensionnaire de la Pro D2, puis la saison suivante entraîneur des arrières de l'Aviron bayonnais.
En fin de contrat avec l'Aviron bayonnais à l'issue de la saison 2021-2022 et non reconduit, il est contacté pour prendre en charge les arrières du RC Vannes parmi les premiers rôles de Pro D2, mais décline la proposition. Fin avril, Dubois signe ainsi un contrat d'une saison plus quatre optionnelles avec son club formateur, l'Union sportive dacquoise, évoluant alors en Nationale ; il y occupe la fonction de manager général et d'entraîneur des arrières. Dès sa première saison de retour au club, le groupe dacquois acquiert son accession en Pro D2 ; l'apport de Jeff Dubois contribue grandement aux performances de l'équipe, jusqu'alors en division amateur sans jouer les premiers rôles depuis plusieurs saisons,. Il est par ailleurs élu meilleur entraîneur de la division. Pour la première saison en Pro D2, l'US Dax parvient à se qualifier en phase finale. Au terme de la saison 2024-2025, l'ensemble de l'encadrement sportif est écarté malgré leur dernière année de contrat encore en cours.

## Carrière

### En tant que joueur
En club, Jean-Frédéric Dubois a joué 28 matchs du Top 16 2004-2005 et 24 matchs du Top 14 2005-2006. Il a disputé 19 matchs de coupe d'Europe avec Dax, Béziers et Toulouse, et 28 matchs de challenge européen avec Dax, Béziers et Colomiers.
S'il n'a jamais porté le maillot de l'équipe de France, il porte néanmoins le maillot national en catégorie universitaire ainsi qu'en équipe réserve.

### En tant qu'entraîneur
| Saison    | Club             | Division   | Poste               | Classement                     | Coupe d'Europe | Challenge européen         |
| --------- | ---------------- | ---------- | ------------------- | ------------------------------ | -------------- | -------------------------- |
| 2010-2011 | RC Massy         | Fédérale 1 | Arrières            | Éliminé en demi-finale         | —              | —                          |
| 2011-2012 | RC Massy         | Fédérale 1 | Arrières            | Vice-champion, promu en Pro D2 | —              | —                          |
| 2012-2013 | RC Massy         | Pro D2     | Arrières            | 16e                            | —              | —                          |
| 2013-2014 | Stade français   | Top 14     | Arrières            | 7e                             | —              | Éliminé en quart-de-finale |
| 2014-2015 | Stade français   | Top 14     | Arrières            | Champion de France             | —              | Éliminé en poule           |
| 2018-2019 | US Montauban     | Pro D2     | Arrières            | 12e                            | —              | —                          |
| 2019-2020 | US Montauban     | Pro D2     | Arrières            | 13e (arrêt du championnat)     | —              | —                          |
| 2021-2022 | Aviron bayonnais | Pro D2     | Attaque             | Champion de France             | —              | —                          |
| 2022-2023 | US Dax           | Nationale  | Manager et arrières | Vice-champion, promu en Pro D2 | —              | —                          |
| 2023-2024 | US Dax           | Pro D2     | Manager             | Barragiste                     | —              | —                          |
| 2024-2025 | US Dax           | Pro D2     | Manager             | 11e                            | —              | —                          |

| Année | Sélection | Tournoi     | Poste    | Classement World Rugby | Tournoi | Coupe du monde |
| ----- | --------- | ----------- | -------- | ---------------------- | ------- | -------------- |
| 2016  | France    | Six Nations | Arrières | 8e                     | 5e      | —              |
| 2017  | France    | Six Nations | Arrières | 9e                     | 3e      | —              |

## Palmarès

### Joueur
- Vainqueur de la Coupe d'Europe : 2005
- Finaliste du Top 14 en 2006
- Vainqueur du championnat de Pro D2 en 2009
- Champion de France de Fédérale 2 : 1994

### Entraîneur
- Champion de France :
  - Champion : 2015 avec le Stade français Paris.
- Championnat de France de Nationale :
  - Vice-champion : 2023 avec l'US Dax.

### Distinction personnelle
- Nuit du rugby 2015 : meilleur staff d'entraîneur du Top 14 (avec Gonzalo Quesada et Simon Raiwalui) pour la saison 2014-2015